# Хьолвикен
Хьолвикен (на шведски: Höllviken) е град в южна Швеция, лен Сконе, община Велинге. Разположен е на брега на протока Йоресун. Намира се на около 500 km на югозапад от столицата Стокхолм и на 17 km на юг от Малмьо. Морски курорт. Хьолвикен е най-големият град в община Велинге. Населението на града е 10 607 жители според данни от преброяването през 2010 г.